# Parque nacional natural Serranía de los Churumbelos - Auka Wasi
El Parque Nacional Natural Serranía de los Churumbelos - Auka Wasi es una de las últimas áreas protegidas en crearse dentro del Sistema de Parques Nacionales de Colombia. Se ubica en el punto de encuentro entre las cordilleras Central y Oriental, la Amazonía, el valle del Magdalena y la vertiente oriental de los Andes, lo que la convierte en un paisaje de enorme biodiversidad; se estima que un 26% de las aves de todo el país habitan en el parque.

## Generalidades

### Descripción
Se localiza entre los departamentos de Cauca (que tiene el 95% del territorio del parque), Putumayo, Caquetá y Huila. La mayor parte de su territorio, cuya altura va de 400 a 3000 m s. n. m., corresponde al departamento del Cauca. 
La Serranía de Los Churumbelos es un área protegida por su gran valor biológico, que preserva ecosistemas que van desde el amazónico hasta los bosques alto andinos. Además de cumplirse la conservación de la biodiversidad, también se protegen las tradiciones culturales de los indígenas inganas que habitan en la zona, quienes tienen un conocimiento especializado en la utilización de plantas medicinales.
Su diversidad se debe ante todo por su topografía compleja, que consiste en pendientes pronunciadas al oriente y pendientes suaves al occidente. Territorialmente conecta con el parque nacional natural Alto Fragua Indi-Wasi, creando un corredor de selvas naturales muy importante para la conservación del medio ambiente en el país.

### Ubicación
El parque se localiza aproximadamente a 1° 11' Norte y a 76° 24' Oeste, en territorio de los departamentos de Cauca - Caquetá - Putumayo - Huila, en jurisdicción de los municipios de San José del Fragua (Caquetá), Santa Rosa y Piamonte (Cauca), Palestina y Acevedo (Huila) y Mocoa (Putumayo).
Sus linderos inician a partir de la intersección del río Mocoa con el río Caquetá, el cual se interna en la cordillera oriental en dirección sur-norte hacia su lugar de origen en el Macizo Colombiano. En este primer trayecto lo separa de Mocoa el Cerro de Churumbelos, y más arriba de este, siempre en dirección norte, desemboca en el Caquetá el río Villalobos cuya cuenca sube en dirección noreste hasta encontrar su nacimiento en el páramo sobre la divisoria de aguas que separa los inicios de la cuenca del Magdalena con la vertiente amazónica de la cordillera.

### Clima
El clima corresponde al de bosque húmedo tropical en la parte baja del parque y a la de selva andina en la parte más alta. La temperatura oscila entre 12 y 24 °C, siendo la promedio de unos 20°.

### Hidrografía
Los principales ríos del área protegida son: Mocoa, Villalobos, Mandiyaco, Indiyaco, Guayuyaco, Nabueno, Hinchiyaco, Tambor, Congor, Toroyaco, Fragua Grande, Sabaleta, Valdivia, Fraguachorroso, Pescado, Guarapas, entre otros.

### Vegetación y flora
Se ha identificado 825 especies de plantas distribuidas en 285 géneros y 214 familias, teniendo claro que esta cifra constituye menos de la mitad de las posibles especies existentes. Se destaca el registro de dos nuevas especies para la ciencia dentro de la familia Gesneriaceae (Columnea reticular, Columnea cononocripta) y una especie dentro de la familia Piperaceae (Piper sp nov.).
La diversidad de la flora de la serranía se manifiesta en la presencia de familias altamente especializadas tales como Orchidaceae con 12 especies consideradas dentro de la categoría de muy importantes para la conservación.

### Fauna
Este parque cuenta con 461 especies de aves; la enorme diversidad en avifauna presente en la Serranía de los Churumbelos hace que sea una zona catalogada como un "punto caliente" (lugar de altísima biodiversidad) global de aves. De entre ellas se estima un total de 6 especies amenazadas y casiamenazadas, 6 especies de distribución restringida; y 15 especies conocidas ubicadas solamente en Colombia.
Se han registrado también 30 especies de anfibios, 144 de mariposas, 16 clases de reptiles (de los cuales 4 son endémicos), además de osos andinos o de anteojos, dantas, tigres o tigrillos, venados, escarabajos, y la guacamaya verde.

## Grupos indígenas
Los Yanaconas, y Andaquí habitan la zona y mantienen su cultura y estilo de vida tradicionales. Los Andaquíes viven a lo largo de las riberas de los ríos Forge y Mandiyaco.